# Dušikova skupina
| Z  | Element | Simbol | N0 elektrona po ljuskama |
| -- | ------- | ------ | ------------------------ |
| 7  | dušik   | N      | 2, 5                     |
| 15 | fosfor  | P      | 2, 8, 5                  |
| 33 | arsen   | As     | 2, 8, 18, 5              |
| 51 | antimon | Sb     | 2, 8, 18, 18, 5          |
| 83 | bizmut  | Bi     | 2, 8, 18, 32, 18, 5      |

Dušikova skupina sadrži elemente 15. skupine periodnog sustava elemenata: dušik, fosfor, arsen, antimon i bizmut.
Skupina je po IUPAC-u pod brojem 15, no često se može naći i pod nazivima skupina VA (CAS) i skupina VB (starija IUPAC notacija) (V označava rimsku brojku 5). "Pet" ("V") u povjesnim nazivima dolazi od peterovalentnosti dušika, što omogućuje postojanje spojeva poput N2O5.
U engleskome jeziku, naziv za element 15. skupine je pnictogen /ˈnɪktədʒᵻn/ ili rjeđe pnigogen. Naziv potječe iz starogrčkog πνίγειν (pnígein) "gušiti", što se odnosi na sposobnost plinovita dušika da uguši osobu.

## Svojstva

### Kemijska
Poput ostalih skupina, i članovi ove skupine pokazuju sličnosti u svojstvima, poput broja valentnih elekrona, što znači da se slično ponašaju.
Svi elementi imaju 5 elektrona u valentnim ljuskama: 2 elektrona u s podljusci i 3 nesparena elektrona u p podljusci. Potrebna su im 3 elektrona kako bi dostigli pravilo okteta u valentnoj ljusci, te su s toga pretežno trovalentni. najvažniji elementi ove skupine su dušik (N), koji je, kao dvoatomna molekula, glavni sastojak zraka, i fosfor (P), koji, uz dušik, ima ključnu ulogu za sav život na planetu.

#### Spojevi
Spojevi elemenata dušikove skupine ponekad imaju egzotična svojstva (dijamagnetizam ili čak paramagnetizam na sobnoj temperaturi, prozirnost, i stvaranje električne struje pri zagrijavanju. Spojevi oblika REaMbPnc; gdje je RE rijetki zemni metal (svi lantanoidi, skandij i itrij); M je element ugljikove ili borove skupine; a Pn je element dušikove skupine osim dušika; imaju neobična vezna svojstva između ionskih i kovalentnih.
Elementi dušikove skupine iznimno su stabilni u spojevima, jer, zbog svoje elektronske konfiguracije, stvaraju dvostruke i trostruke kovalentne veze. Upravo ovo svojstvo zaslužno je za njihovu potencijalnu toksičnost, najočitiju u spojevima fosfora, arsena ili antimona. Kad njihovi spojevi reagiraju s raznim spojevima unutar ljudskog tijela, stvaraju se slobodni radikali koje jetra ne može lako razgraditi, pa se ondje nakupljaju.
Prva tri elementa dušikove skupine: dušik, fosfor, i arsen imaju oksidacijski broj −3. Antimon i bizmut mogu imati oksidacijski broj +3 (čime gube elektrone p-podljuske) ili +5 (čime gube elektrone p- i s-podljuske).
Elementi dušikove skupine mogu reagirati s vodikom, pri čemu stvaraju hidride (poput dušikova hidrida odn. amonijaka).

### Fizikalna
Dušikova skupina sastoji se od dva nemetala (jedan plinovit, drugi krut), dva polumetala, i jednog metala.  Svi su elementi krutog agregatnog stanja pri sobnoj temperaturi osim plinovitog dušika. Dušik i bizmut, iako su u istoj skupini, imaju izraženo različita fizikalna svojstva. Na sobnoj temperaturi, na primjer, dušik je proziran nemetalni plin, dok je bizmut srebrna krutina izraženih metalnih svojstava.
Gustoće elemenata povećavaju se povećanjem periode, prema tablici:
| Element | Gustoća u STP  | Taljenje/°C     | Vrenje/°C       | Kristalna struktura    |
| ------- | -------------- | --------------- | --------------- | ---------------------- |
| Dušik   | 0.001251 g/cm3 | -210            | -196            | šesterokutna           |
| Fosfor  | 1.82 g/cm3     | 44              | 280             | kubična                |
| Arsen   | 5.72 g/cm3     | 603 (sublimira) | 603 (sublimira) | Romboidni paralelpiped |
| Antimon | 6.68 g/cm3     | 631             | 1587            | Romboidni paralelpiped |
| Bizmut  | 9.79 g/cm3     | 271             | 1564            | Romboidni paralelpiped |

## Dobivanje

### Dušika
Dušik se dobiva frakcijskom destilacijom zraka.

### Fosfor
Fosfor se dobiva redukcijom fosfata uz prisutstvo ugljika u elektrolučnoj peći.

### Arsen
Arsen se dobivazagrijavanjem minerala arsenopirita uz prisutstvo kisika. Ovo stvara As4O6, iz kojeg se ugljikovom redukcijom dobiva arsen. Metalni arsen je moguće dobiti i zagrijavanjem arsenopirita na 650 do 700 °C bez kisika.

### Bizmut
Postoje minerali bizmuta, ali je isplativije dobivati bizmut kao nusprodukt proizvodnje olova.

## Primjena
- Tekući dušik koristi se kao kriogena tekućina.[5]
- Dušik, glavni sastojak amonijaka, ključan je za život biljaka.[5]
- Fosfor se koristi za izradu šibica i eksploziva.[5]
- Fosfatna gnojiva su ključan dio uzgoja biljaka.[5]
- Arsen se u prošlosti koristio za izradu zelene boje, no otkrićem njegove toksičnosti, prestao se koristiti za izradu boje.[5]
- Arsen se u organskim spojevima ponekad koristi u hrani za kokoši.[5]
- Slitina antimona i olova koristi se u izradi nekih metaka.[5]
- Prosječni čovjek (70 kg) u tijelu sadrži 1.8 kg dušika, 480 grama fosfora, 7 mg arsena, 2 mg antimona i manje od 500 mikrograma bizmuta.[11]

## Otrovnost
Dušik nije otrovan, no udisanje čistog dušika uzrokuje gušenje. Mjehurići dušika u krvi uzrokuju dekompresijsku bolest. Mnogi spojevi dušika, poput dušikova cijanida ili raznih eksploziva veoma su opasni.
Bijeli fosfor, alotropska modifikacija fosfora, veoma je otrovan, smrtna doza je 1 milligram po kilogramu tjelesne težine. Bijeli je fosfor veoma zapaljiv. Neki organski spojevi fosfora mogu blokirati određene enzime ljudskog tijela, što može dovesti do smrti.
Elementarni arsen je otrovan, kao i mnogi njegovi anorganski spojevi; međutim, neki organski spojevi arsena mogu ubrzati rast kokoši. Smrtna doza arsena za odraslog čovjeka je 200 milligrama.
Antimon je blago toksičan. U većim dozama, antimon uzrokuje povračanje, nakon čega se žrtva prividno oporavi, no umre nakon par dana. Antimon se veže na enzime, i teško ga je ukloniti iz tijela. Stibin, SbH3 je znatno toksičniji od čistog antimona.
Bizmut nije toksičan, no prevelika konzumacija može oštetiti jetru. Samo je jedna osoba umrla od trovanja bizmutom. Konzumcija topljivih bizmutovih soli može zacrniti zubno meso.